# Coupe de l'Outre-Mer 2008
De Coupe de l'Outre-Mer 2008 was de eerste editie van dit voetbalbekertoernooi. Het werd van 24 september tot 4 oktober gehouden.

## Speelsteden
- La Courneuve
- Franconville
- Melun
- Bonneuil-sur-Marne
- Créteil
- Colombes
- Poissy
- Viry-Châtillon

## Uitslagen

### Eerste ronde

#### Groep 1
| Land            | Wed | Win | Gel | Ver | DV | DT | +/− | Pnt |
| --------------- | --- | --- | --- | --- | -- | -- | --- | --- |
| Martinique      | 3   | 2   | 1   | 0   | 3  | 1  | 2   | 10  |
| Guadeloupe      | 3   | 2   | 0   | 1   | 5  | 1  | 4   | 8   |
| Nieuw-Caledonië | 3   | 1   | 1   | 1   | 2  | 5  | -3  | 5   |
| Tahiti          | 3   | 0   | 0   | 3   | 0  | 3  | -3  | 0   |

|              |        |                  |                 |                              |
| 24 september | Tahiti | 0 – 1            | Nieuw-Caledonië | Stade Marville, La Courneuve |
| 24 september |        | Michel Hmeun 90' |                 | Stade Marville, La Courneuve |

|              |            |                    |            |                                                            |
| 24 september | Guadeloupe | 0 – 1              | Martinique | Stade Marville, La Courneuve Scheidsrechter: Macoral (REU) |
| 24 september |            | Patrick Percin 46' |            | Stade Marville, La Courneuve Scheidsrechter: Macoral (REU) |

|              |                 |                                                                             |            |                                                    |
| 27 september | Nieuw-Caledonië | 0 – 4                                                                       | Guadeloupe | Stade Municipal, Melun Scheidsrechter: Alain (GUF) |
| 27 september |                 | Fabien Jerome 6' Lery Hanany 48' Gregory Gendrey 60' Jean-Luc Lambourde 80' |            | Stade Municipal, Melun Scheidsrechter: Alain (GUF) |

|              |        |                                |            |                        |
| 27 september | Tahiti | 0 – 1                          | Martinique | Stade Municipal, Melun |
| 27 september |        | Kevin Saint-Louis-Augustin 12' |            | Stade Municipal, Melun |

|              |        |                   |            |                                |
| 30 september | Tahiti | 0 – 1             | Guadeloupe | Stade Yves du Manoir, Colombes |
| 30 september |        | Ludovic Gotin 74' |            | Stade Yves du Manoir, Colombes |

|              |                   |                    |                                |                                                        |
| 30 september | Nieuw-Caledonië   | 1 – 1 3 – 4 (n.s.) | Martinique                     | Stade Léo Lagrange, Poissy Scheidsrechter: Alain (GUF) |
| 30 september | César Lolohea 48' |                    | Kévin Saint-Louis-Augustin 49' | Stade Léo Lagrange, Poissy Scheidsrechter: Alain (GUF) |

#### Groep 2
| Land         | Wed | Win | Gel | Ver | DV | DT | +/- | Pnt |
| ------------ | --- | --- | --- | --- | -- | -- | --- | --- |
| Réunion      | 2   | 2   | 0   | 0   | 8  | 1  | +7  | 8   |
| Frans-Guyana | 2   | 1   | 0   | 1   | 4  | 4  | 0   | 4   |
| Mayotte      | 2   | 0   | 0   | 2   | 3  | 10 | -7  | 0   |

|              |                |       |                                                                      |                                  |
| 25 september | Mayotte        | 1 – 6 | Réunion                                                              | Stade Jean Rolland, Franconville |
| 25 september | Anli Abdou 73' |       | Mamoudou Diallo 15', 55', 80' Quentin Boesso 36', 87' Eric Farro 50' | Stade Jean Rolland, Franconville |

|              |              |       |         |                                                   |
| 28 september | Frans-Guyana | 4 – 2 | Mayotte | Complexe sportif Léo Lagrange, Bonneuil-sur-Marne |
| 28 september |              |       |         | Complexe sportif Léo Lagrange, Bonneuil-sur-Marne |

|           |              |                                     |         |                                     |
| 1 oktober | Frans-Guyana | 0 – 2                               | Réunion | Stade Henri Longuet, Viry-Châtillon |
| 1 oktober |              | Eric Farro 2' Quentin Boesso 31'(p) |         | Stade Henri Longuet, Viry-Châtillon |

### Tweede ronde
5e plaats:
|           |                                             |       |                                         |                                                             |
| 3 oktober | Nieuw-Caledonië                             | 3 – 2 | Mayotte                                 | Stade Marville, La Courneuve Scheidsrechter: Touraine (GDP) |
| 3 oktober | Pierre Wajoka 53' 87' (pk) Bertrand Kai 58' |       | Tarmidhi Hamada 12' Ahamadi Houmadi 50' | Stade Marville, La Courneuve Scheidsrechter: Touraine (GDP) |

3e plaats:
|           |                                                            |       |              |                              |
| 3 oktober | Guadeloupe                                                 | 4 – 0 | Frans-Guyana | Stade Marville, La Courneuve |
| 3 oktober | Lery Hanany 1' 62' Jean-Luc Lambourde 37' Minnji Gomez 47' |       |              | Stade Marville, La Courneuve |

### Finale
|           |            |                     |         |                                                                                     |
| 4 oktober | Martinique | 0 – 1               | Réunion | Stade Dominique-Duvauchelle, Créteil, Val de Marne Scheidsrechter: Piccirillo (FRA) |
| 4 oktober |            | Mamoudou Diallo 47' |         | Stade Dominique-Duvauchelle, Créteil, Val de Marne Scheidsrechter: Piccirillo (FRA) |

2008 ·
2010 ·
2012